# Dactylispa vittula
Dactylispa vittula es una especie de insecto coleóptero de la familia Chrysomelidae.
Fue descrita científicamente en 1876 por Chapuis.